# Мауна-Лоа

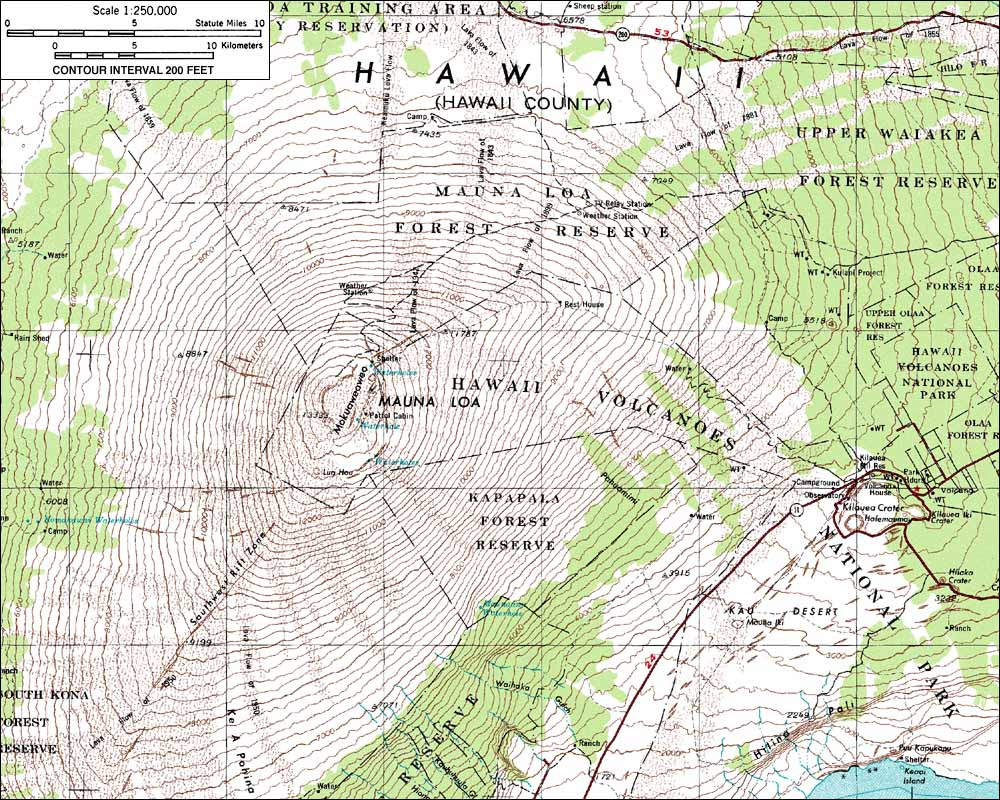
Мапа Мауна Лоа

Ма́уна Ло́а (англ. Mauna Loa, ([ˌmɔːnə ˈloʊ.ə] або [ˌmaʊnə ˈloʊ.ə]; гавайською: [ˈmɐwnə ˈlowə])) — є одним з п'яти вулканів, які утворюють Гавайські острови у штаті Гаваї в Тихому океані. Мовою гавайців Мауна Лоа означає «Довга Гора».
Найбільший субаеральний вулкан як за масою, так і за обсягом, історично вважався найбільшим вулканом на Землі, зараз поступився лише масиву Таму. Це активний щитовий вулкан з відносно пологими схилами, об'єм якого оцінюється приблизно у 75 000 км³, а висота становить 4 169 м.н.м. (всього на 37 метрів менша, ніж у сусіднього вулкана Мауна-Кеа). За оцінками Мауна-Лоа вивергається, як мінімум, 700 тис. років та піднявся над рівнем моря приблизно 400 тис. років тому.
У Сонячній системі Мауна Лоа третій за величиною субаеральний вулкан після Олімпу та Arsia Mons — згаслих вулканів на Марсі, та четвертим — з урахуванням підводного масиву Таму.
Лава вивержень з Мауна-Лоа є бідною на діоксид кремнію і дуже рідка, тому вибухи лави з Мауна Лоа відбуваються зрідка, а вулкан має надзвичайно пологі схили.
Магма вулкану походить з гарячої точки Гаваї, яка відповідальна за утворення всіх Гавайських островів протягом десятків мільйонів років. Повільний рух Тихоокеанської плити віднесе Мауна-Лоа від гарячої точки в періоді 0,5-1 млн.років і тоді вулкан згасне.
Останнє виверження Мауна-Лоа почалося у листопаді 2022 року. Попереднє виверження у 1984 році обійшлося без людських жертв, однак вибухи 1926 та 1950 рр. зруйнували села. Через потенційну небезпеку, яку він створює для населених пунктів, Мауна-Лоа є частиною програми «Декадні вулкани» (Вулкани десятиліття), яка заохочує дослідження найнебезпечніших вулканів у світі. Мауна-Лоа інтенсивно контролюється Гавайською обсерваторією вулканів з 1912 року.
Спостереження за атмосферою проводиться в обсерваторії Мауна-Лоа, а Сонця — в Сонячній обсерваторії Мауна-Лоа; обидві розташовані поблизу вершини гори.
Національний парк «Гавайські вулкани» охоплює вершину та південно-східний фланг вулкана, а також включає окремий вулкан Кілауеа.

## Геологія

### Розташування
Як і всі гавайські вулкани, Мауна-Лоа була створена, коли Тихоокеанська плита переміщалася над гарячою точкою Гаваї у мантії Землі. Вулкани островів Гаваї є останніми по часу свідченнями цього процесу, який за 70 мільйонів років створив Гавайсько-Імператорський хребет довжиною 6 тис. км. Переважаюча думка стверджує, що гаряча точка була значною мірою нерухомою в межах мантії планети протягом (майже) всієї кайнозойської ери. Однак, хоча гавайський плюм добре зрозумілий і широко вивчений, природа самих гарячих точок залишається досить загадковою.
Мауна-Лоа — один з п'яти субаеральних вулканів, що складають острів Гаваї. Найстарішому вулкану на острові, Когала, — понад мільйон років, а вік Кілауеа, наймолодшого, за оцінками становить від 300 000 до 600 000 років. Підводний вулкан Лоїхі на флангу острова — молодший, але ще не вийшов на поверхню Тихого океану. Маючи вік від 1 мільйона до 700 000 років, Мауна-Лоа — другий наймолодший з п'яти вулканів острова, що робить його третім наймолодшим вулканом у Гавайсько-Імператорському хребті, ланцюгу щитових вулканів і підводних гір, що простягається від Гаваїв до Курило-Камчатського жолобу в Росії.

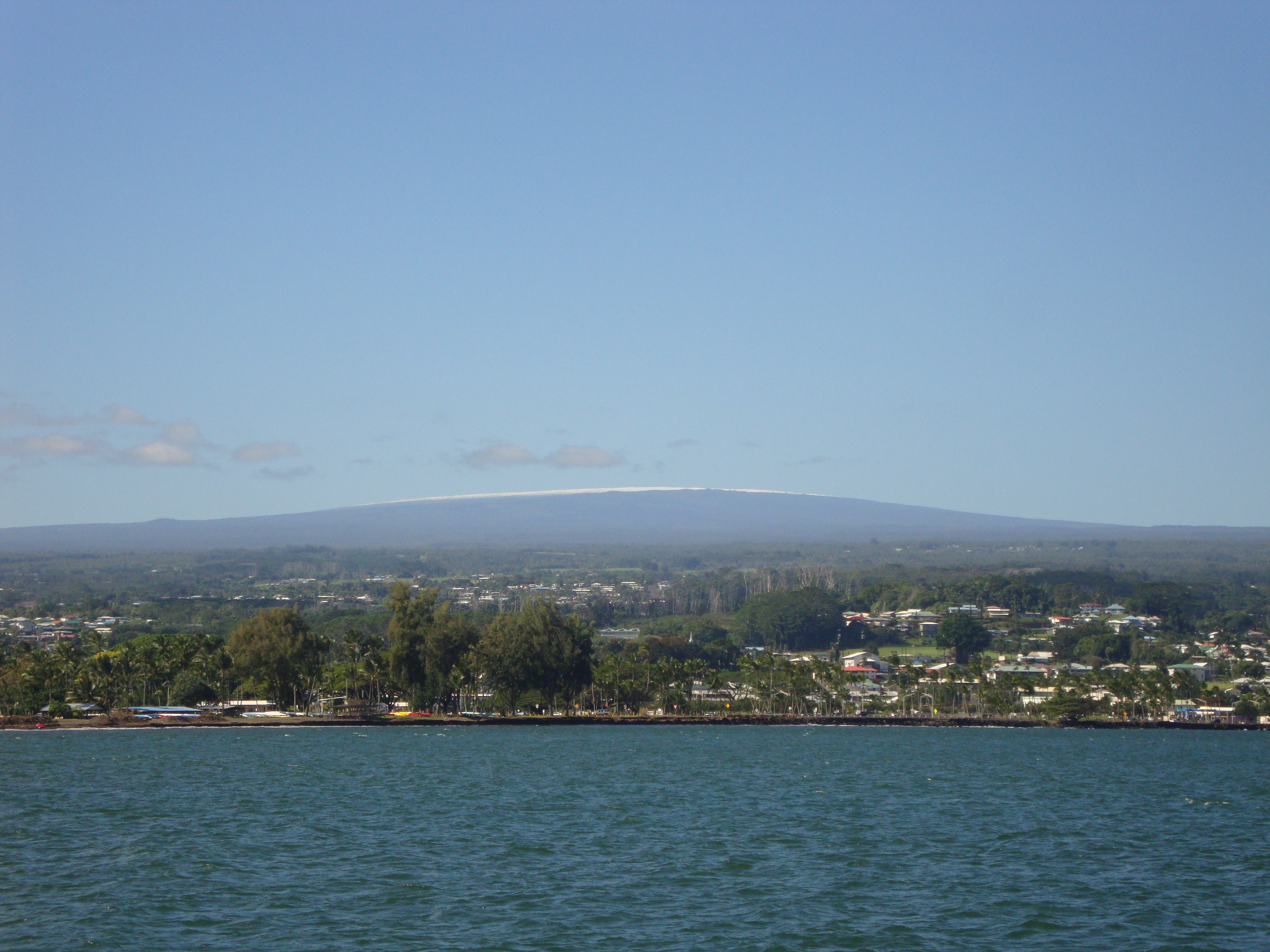
Мауна-Лоа з бухти Хіло, грудень 2017 року

За схемою утворення гавайських вулканів, Мауна-Лоа почав існування як підводний вулкан, поступово нарощуючи висоту підводними виверженнями лужного базальту, перш ніж подолав поверхню моря низкою вивержень суртсея близько 400 000 років тому. З тих пір вулкан залишався активним, в ньому була історія вибухових та вибухових вивержень, включаючи 33 виверження з моменту першого добре задокументованого виверження в 1843 році. Хоча активність Мауна-Лоа в останні роки була затьмарена діями її сусіда Кілауеа, він залишається активним.

### Будова

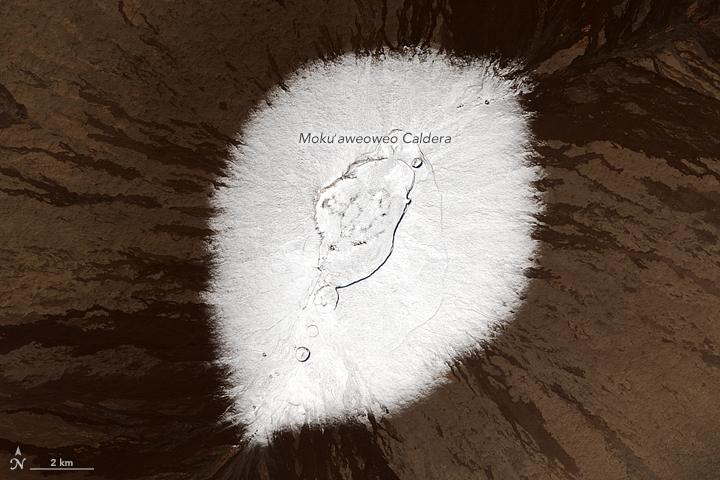
Засніжена кальдера Моку'авеовео 2016 року

Мауна-Лоа — найбільший субаеральний і другий за величиною вулкан у світі (за масивом Таму) що займає територію у 5271 км² і має максимальну ширину у 120 км. Складений приблизно 65-80 тис. км³ твердих порід, він утворює більше половини площі поверхні острова Гаваї. Поєднання обширних підводних флангів вулкана (5 км до морського дна) та субаеральної висоти 4 170 м.н.м., дає загальну висоту від бази до вершини Мауна-Лоа — 9 170 м, тобто більше, ніж 8 848 м висоти Евересту від рівня моря до його вершини. Крім того, велика частина гори невидима навіть під водою: її маса притискає кору під нею ще на 8 км у формі гори, оберненої вершиною вглиб надр; таким чином загальна висота Мауна-Лоа від початку її виверження становить приблизно 17 км.
Мауна-Лоа — типовий щитовий вулкан за формою, що має форму довгого широкого купола, що простягається вниз до океанічного дна, найкрутіший похил якого лише близько 12°; це є наслідком його надзвичайно текучої лави. Щитові лави, які побудували величезну основну масу гори, складені толеїтичними базальтами, як і Мауна-Кеа, утвореними шляхом змішування первинної магми та субдукованої океанічної кори. На вершині Мауна-Лоа розташовані три наповзаючи один на одного активні кратери, розташовані в напрямку північний схід — південний захід, перший і останній приблизно 1 км в діаметрі, а другий видовжений розмірами 4,2х2,5 км; разом ці три кратери складають кальдеру розмірами 6,2х2,5 км під назвою Мокуʻавеовео, на честь гавайської риби ʻавеовео (ʻāweoweo, Priacanthus meeki) нібито за схожість вогнів виверження з забарвленням риби. Дно кальдери Мокуʻавеовео розташоване на глибині між 179 і 50 м від її кромки, і це лише остання з кількох кальдер, які формувалися та реформувалися протягом життя вулкана. Вона утворилась 1000—1500 років тому під час великого виверження з північно-східної рифтової зони Мауна-Лоа, яка випорожнила неглибоку камеру магми під вершиною і колапсувала її в теперішній вигляд. Крім того, два менші активні кратери лежать на південний захід від кальдери, названі Луа Хоу (Нова Яма) та Луа Хохону (Глибока Яма).
Вершина Мауна Лоа є фокусною точкою для її двох значущих рифтових зон, позначених на поверхні за допомогою добре збережених відносно недавніх потоків лави (легко побачити на супутникових зображеннях) і лінійно розташованих ліній розломів, що перетинаються шлаковими і бризкаючими вулканічними конусами. Ці рифтові зони є глибоко встановленими спорудами, керованими вторгненнями дайк по розлому декольте, які, як вважають, сягають аж до основи вулкана, на глибину 12-14 км. Перший — це 60-кілометровий розлом, що йде на південний захід від кальдери до моря і далі ще 40 км під водою, із помітною зміною напрямку на 40 ° по своїй довжині; ця рифтова зона є історично активною по всій її довжині. Друга, північно-східна рифтова зона простягається до Хіло і є історично активною лише у перші 20 км довжини, з майже прямим і, в останніх частинах, погано визначеним напрямком. Північно-східна рифтова зона набуває форми послідовності шлакових конусів, найзначущим з яких 60-метровий Пуу Улаула (Червоний пагорб). Існує також менш визначена рифтова зона на північ, яка простягається до сідловини Хумула, що позначає перетин між вулканами Мауна-Лоа та Мауна-Кеа.
Були побудовані спрощені геофізичні моделі магматичної камери Мауна-Лоа з використанням радарного вимірювання деформації ґрунту внаслідок повільного накопичення лави під поверхнею вулкана. Ці моделі передбачають магматичну камеру діаметром 1,1 км, розташовану на глибині близько 4,7 км, на 500 м нижче рівня моря, біля південно-східного краю Мокуавеовео. Ця неглибока магматична камера помітно вища, ніж рифтові зони Мауна Лоа, що говорить про вторгнення магми в більш глибокі та епізодичні ін'єкції дайків у менш глибокі активні частини рифтової зони; подібний механізм був запропонований для сусідньої Кілауеа. Раніші моделі, засновані на двох останніх виверженнях Мауна-Лоа, робили подібний прогноз, помістивши магматичну камеру на глибину 3 км приблизно в тому ж географічному положенні.
Мауна-Лоа має складні взаємодії зі своїми сусідами, Гуалалаї на заході, Мауна-Кеа на півночі і, особливо, Кілауеа на сході. Лави з Мауна-Кеа перетинаються з базальними потоками Мауна-Лоа як наслідок старшого віку Кеа, а первісні рифтові зони Мауна-Кеа були поховані під після-щитовими вулканічними скелями Мауна-Лоа; Крім того, Мауна-Кеа поділяє гравітаційний колодязь Мауна-Лоа, пригнічуючи океанську кору під нею на 6 км. Існує також ряд нормальних розломів на північному та західному схилах Мауна-Лоа, між двома її основними рифтовими зонами, які, як вважають, є результатом комбінованої окружної напруги з двох рифтових зон та додаткового тиску через зростання сусідньої Кілауеа у західному напрямку.
Оскільки Кілауеа не має топографічної видатності і виглядає як опуклість на південно-східному фланзі Мауна-Лоа, історично як місцеві гавайці, так і ранні геологи інтерпретували цей вулкан як активний супутник Мауна-Лоа. Однак аналіз хімічного складу лав з двох вулканів показує, що вони мають окремі магматичні камери, і таким чином відрізняються. Тим не менш, їх близькість призвела до історичної тенденції, коли висока активність одного вулкану приблизно збігається з низькою активністю іншого. Коли Кілауеа лежав у спокої між 1934 та 1952 роками, Мауна-Лоа активізувався, а коли останній з 1952 по 1974 рр. залишався тихим, все було навпаки. Однак, це не завжди так — виверження Мауна-Лоа 1984 року почалося під час виверження Кілауеа, але не мало помітного впливу на виверження Кілауеа, і поточна інфляція на вершині Мауна-Лоа, що свідчить про майбутнє виверження, розпочалася того ж дня, коли на Кілауеа з кратеру Пу'у-О'о потекли нові лавові потоки. Геологи припускають, що «імпульси» магми, що надходять у глибшу магматичну систему Мауна-Лоа, можуть підвищити тиск всередині Кілауеа і спровокувати одночасні виверження.
Мауна-Лоа сповзає у східному напрямку вздовж своєї південно-західної рифтової зони, насуваючи свою масу на Кілауеа і зсуваючи цей вулкан у східному напрямку приблизно на 10 см на рік; така взаємодія між цими двома вулканами у минулому спричиняла великі землетруси та мала наслідком досить значну територію уламків на оберненому до моря схилі Кілауеа, відому як обвал Хіліна. На південно-східному схилі Мауна-Лоа існує кілька старіших розломів, які ймовірно сформувалася, коли Кілауеа став достатньо великим, щоб заважати сповзанню Мауна-Лоа; найбільш північний та найнижчий розлом, Каоікі, досі лишається активним центром землетрусів. Західній стороні Мауна-Лоа сповзати нічого не заважає, і вважається, що масивний обвал трапився тут 100—200 тис. років тому, залишок якого, усіяний уламками, що має ширину до декількох кілометрів та довжину до 50 км, досі видимий. Руйнування було таке велике, що його перед ймовірно перетнув південно-західну рифтову зону вулкану. З цього боку в наш час руху дуже мало, що є наслідком геометрії вулкану.

Мауна-Лоа досить висока, щоб мати заледеніння протягом останнього льодовикового періоду, 25000 — 15 000 років тому. На відміну від Мауна-Кеа, на якій існують великі свідчення заледеніння і сьогодні, Мауна-Лоа у той час був активним і залишався активним, додавши додатково 150—300 метрів у висоту з тих пір, що покрило будь-які льодовикові відкладення під новими потоками; скеляні страти того віку не зустрічаються щонайменше до 2 км вниз від вершини вулкана, що занадто низька висота для зростання льодовиків. Мауна-Лоа також не має регіону вічної мерзлоти, який є у сусіда, хоча місцями зберігається спорадична крига. Припускається, що за цей час відбулася велика фреотомагматична діяльність, що значною мірою сприяло покладам золи на вершині.

## Історія вивержень

### Доісторичні виверження

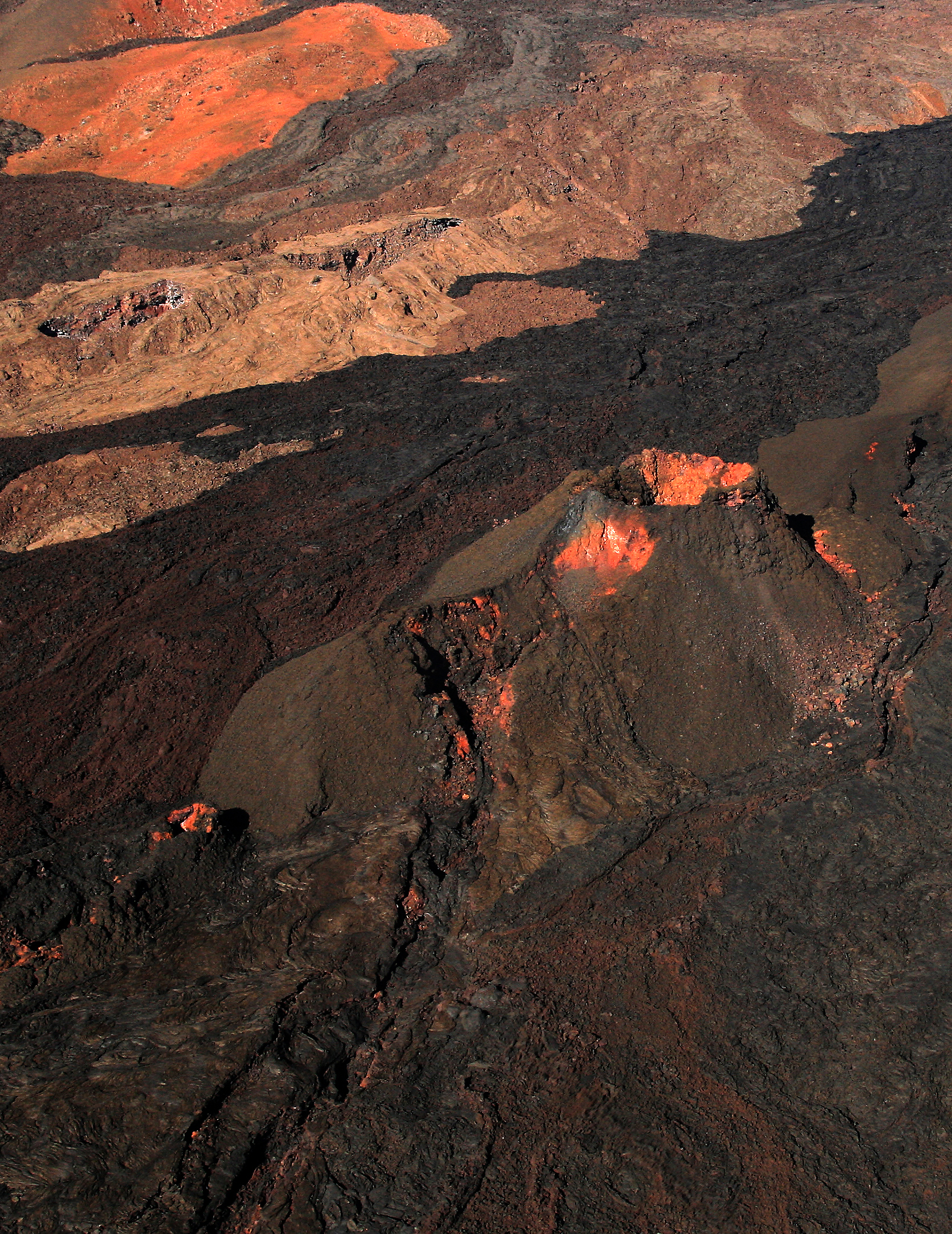
Шлаковий конус та навколишні потоки на Мауна-Лоа

Щоб досягти своїх величезних розмірів протягом порівняно короткого (геологічно кажучи) життя у 600 000 до 1 000 000 років, Мауна Лоа, мала надзвичайно швидко вирости протягом історії розвитку. Широке радіовуглецеве датування на основі вугілля (можливо, найбільш масштабне такі датування доісторичних вивержень на Землі) зібрало дані щодо майже двохсот надійно датованих існуючих потоків, що підтверджують цю гіпотезу.
Вважається, що найдавнішими відкритими потоками на Мауна-Лоа є Нінольські пагорби на його південному боці, субаеральні базальтові скелі, що сягають віку приблизно 100—200 тис. років. Вони утворюють терасу, яку молодші потоки з тих пір оточили, сильно еродовані і розрізані по схилах по напрямку руху; це вважається результатом періоду ерозії через зміну напрямку потоку лави, спричинену доісторичним обвалом вулкана. За ними слідують два лавових потоки, розділені прошарком золи, відомим як шар попелу Пахала: старший базальт Кахука, мало оголений на нижньому південно-західному рифті, і молодший і набагато більш поширений базальт Ка'у, який з'являється на вулкані більш широко. Сам попіл Пахала був вироблений протягом тривалого періоду часу приблизно 13-30 тисяч років тому, хоча сильна вітрифікація та взаємодія з потоками після і перед його утворенням перешкоджають точному датуванню. Вік попелу приблизно відповідає заледенінню Мауна-Лоа протягом останнього льодовикового періоду, тому припускається можливість того, що він є продуктом фреотомагматичної взаємодії між давно зниклими льодовиками та вивержувальною діяльністю Мауна-Лоа.
Дослідження показали, що існує цикли, коли вулканічна активність на вершині домінує декілька століть, після чого активність зміщується до рифтових зон на декілька століть та знову повертається до вершини. Чітко ідентифіковані два цикли, кожен з яких тривав 1,5–2 тис. років. Така циклічна поведінка Мауна-Лоа унікальна для гавайських вулканів. Десь 7-6 тис. років тому Мауна-Лов була переважно неактивна. Причина такого припинення активності не відома; схожого припинення активності у інших гавайських вулканів теж поки що не знайдено, крім тих, які перебувають у післящитовій фазі. У періоді між 11 і 8 тис. років тому активність була більшою, ніж у сучасності. Однак загальний темп зростання Мауна-Лоа в останні 100 тис. років ймовірно почав зповільнюватись, і вулкан може наближатись до завершення своєї фази будівництва щиту толеїтовими базальтами.

### Новітня історія

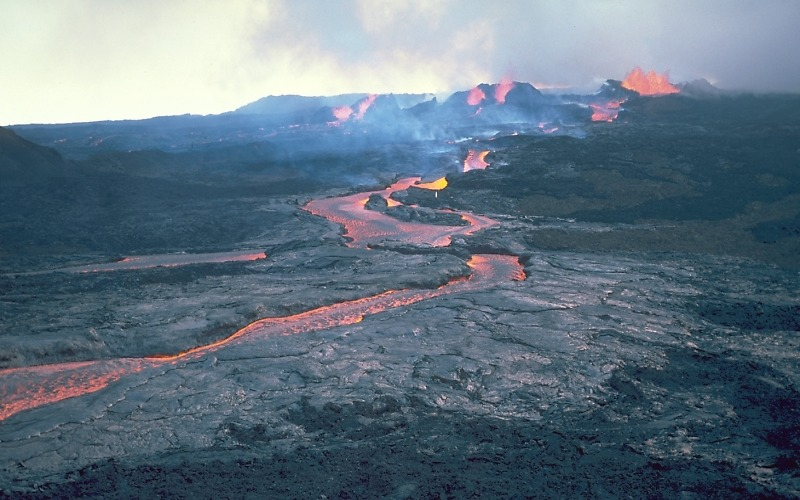
Лавові фонтани і потік лави а'а по каналу на Мауна-Лоа, 1984

Давні гавайці присутні на острові Гаваї близько 1500 років, але вони майже не зберегли записів про вулканічну активність на острові, окрім кількох фрагментарних відомостей, що відносяться до кінця 18 — початку 19 століть. Можливі виверження сталися близько 1730 та 1750 років, та у 1780 і 1803 рр. Виверження червня 1832 р. було засвідчене місіонером на Мауї, але 190 км відстань між двома островами та відсутність очевидних геологічних доказів поставили це свідчення під сумнів. Таким чином, першим повністю підтвердженим історичним виверженням стала подія в січні 1843 року; з того часу Мауна-Лоа вивергалася 32 рази.
Історичні виверження на Мауна-Лоа мають типовий гавайський характер і рідко жорсткі. Вони починаються з появи фонтанів лави на декількох кілометрих рифтів, розмовно відомих як «вогняна завіса» (часто, але не завжди, починаючись з вершини Мауна-Лоа) і, зрештою, концентруючись на одному отворі, його довготривалому центрі виверження. Діяльність, зосереджена на вершині, зазвичай супроводжується виверженнями по боках вулкану в межах кількох місяців і хоча Мауна-Лоа історично менш активна, ніж сусідній Кілауеа, вона, як правило, створює більший об'єм лави протягом коротших періодів часу. Більшість вивержень зосереджені на вершині або в одній з двох основних зон розколу ; протягом останніх двохсот років на вершині відбулося 38 відсотків вивержень, 31 відсоток — на північно-східній рифтовій зоні, 25 відсотків — на південно-західній рифтовій зоні, а решта 6 відсотків — на північно-західних отворах. 40 відсотків поверхні вулкана складаються з лав віком менше тисячі років, і 98 відсотків лав віком менше 10 000 років. Окрім вершини і рифтових зон, північно-західний фланг Мауна-Лоа також був джерелом трьох вивержень в письмовій історії.
Подія 1843 року супроводжувалась виверженнями у 1849, 1851, 1852 та 1855 роках причому потоки 1855 року були особливо великими. 1859 рік відзначив найбільший з трьох історичних потоків, що були зосереджені на північно-західному фланзі Мауна-Лоа, що дало довгий потік лави, який досяг океану на західному узбережжі острова Гаваї, на північ від затоки Кіголо. Виверження 1868 р. сталося одночасно з величезним землетрусом на Гаваях 1868 року магнітудою вісім, який забрав 77 життів і залишається найбільшим землетрусом, відомим на острові. Після подальшої активності 1871 року Мауна-Лоа пережив майже безперервну активність з серпня 1872 по 1877 роки, тривале і об'ємне виверження тривало приблизно 1200 днів і ніколи не виходило за межі вершини вулкану. Коротке одноденне виверження 1877 р. було незвичним тим, що відбувалося під водою, в затоці Кеалакекуа та в межах милі від берегової лінії; Допитливі глядачі, що підходили до району на човнах, повідомили про незвично бурхливу воду та випадкові плаваючі блоки загартованої лави. Подальші виверження відбулися у 1879 р. і двічі у 1880 р. останнє з яких поширилося на 1881 рік і потрапило в нинішні межі найбільшого міста острова — Хіло ; однак на той час поселення було прибережним селом, розташованим далі внизу схилом вулкана, і тому потік його не торкнувся.
Мауна-Лоа продовжував свою діяльність, і серед вивержень, що сталися в 1887, 1892, 1896, 1899, 1903 (двічі), 1907, 1914, 1916, 1919 та 1926 роках три (у 1887, 1919 та 1926 роках) були частково субаеральними. Зокрема, виверження 1926 року примітно тим, що затопило село біля Хупулоа, знищило 12 будинків, церкву та невелику гавань. Після події 1933 р. виверження Мауна Лоа 1935 р. спричинило суспільну кризу, коли її потоки почали прямувати до Хіло. Підполковником Джорджем С. Паттоном було вирішено спробувати відвернути потоки здійсненням бомбардувальної операції. Бомбардування, проведене 27 грудня, було оголошено успіхом Томасом А. Яггаром, директором Гавайської обсерваторії вулканів, і лава перестала текти до 2 січня 1936 р. Однак роль бомбардування в припиненні виверження з того часу піддається сильному сумніву вулканологами. Більш тривала, але пов'язана з самітом подія 1940 р. була порівняно менш цікавою.
Виверження Мауна-Лоа в 1942 р. сталося лише через чотири місяці після нападу на Перл-Гарбор та вступу США до Другої світової війни і створило унікальну проблему для воєнних часів США. Відбуваючись під час примусового затемнення на острові, світло виверження змусило уряд видати наказ про заборону висвітлення в місцевій пресі, сподіваючись запобігти появі новин про виверження, побоюючись, що японці використають його для подальшого бомбардування острову. Однак, коли потоки від виверження швидко поширювалися вниз по флангу вулкана і загрожували каналу « Олаа», основному джерелу води Маунтін-В'ю, Повітряні сили армії США вирішили скинути власні бомби на острів у надії перенаправити потоки геть від каналу; шістнадцять бомб вагою від 136 до 272 кг кожна були скинуті на острів, але дали мало ефекту. Зрештою виверження припинилося самостійно.
Після події 1949 року, наступне велике виверження на Мауна-Лоа сталося 1950 року. Воно почалося на південно-західній рифтовій зоні і залишається найбільшою подією у рифтовій зоні вулкані у сучасній історії. Виверження тривало 23 дні, витекло 376 мільйонів м³ лави, яка подолала
24 км до океану за три години. Виверження 1950 року не є найбільш об'ємним виверженням вулкану (у виверженні 1872—1877 рр. витекло вдвічі більше речовини), але є одним з найшвидших, виробивши той самий об'єм лави, що і у 1859 році за десяту частину часу. Лава затопила селище Хоʻокена-маука у Південній Коні, перетнули трасу «Hawaii Route 11», і досягли океану за чотири години після початку. Ніхто не загинув, але селище було знищено назавжди. Після виверження 1950 року Мауна-Лоа перейшла у період спокою, що був перерваний лише маленьким одноденним виверженням на вершині 1975 року. Наступне виверження почалося 1984 року, спочатку на вершині Мауна-Лоа, а потім утворивши вузький канальний потік лави 'а'а, який підійшов на 6 км від Хіло, досить близько, щоб освітлювати місто вночі. Однак ближче потік не підійшов, дві природні дамби врешті-решт прорвали і активні потоки спрямувались в іншому напрямку.
Мауна-Лоа з того часу не вивергався, і станом на травень 2018 року вулкан залишався тихим протягом майже 34 років, що є найдовшим періодом тиші у зафіксованій історії. Хоча, не рахуючи незначної активності в 1975 році, Мауна Лоа був неактивним протягом 34-річного періоду між 1950 і 1984 рр. Недавня її бездіяльність, швидше за все, не є довгостроковою, оскільки навіть століття низької активності — це дуже короткий період у декількох сотнях тисячолітньої історії Мауна-Лоа.

### Небезпеки
Мауна-Лоа був визначений Вулканом десятиліття, одним із шістнадцяти вулканів, визначених Міжнародною асоціацією вулканології та хімії надр Землі (IAVCEI) як гідних конкретного дослідження з огляду на їх історію великих, руйнівних вивержень та близькості до населених пунктів. Геологічна служба США проводить картографування небезпечних зон острова в масштабі від одного до дев'яти, причому найбільш небезпечні райони відповідають позначені найменшою цифрою. На основі цієї класифікації безперервно діючі зони кальдери та рифти на вершині Мауна Лоа отримали позначення першого рівня. Значна частина району, що безпосередньо оточує рифтові зони, вважається другим рівнем, а близько 20 відсотків території в історичні часі було покрито лавою. Значна частина решти вулкана — це рівень небезпеки третій, близько 15 — 20 відсотків якого був охоплений потоками протягом останніх 750 років. Однак дві ділянки вулкана, перша в районі Наалеху та другий на південно-східному фланзі рифтової зони Мауна-Лоа, захищені від вивержень місцевою топографією, і тому вони були визначені рівнем небезпеки 6, порівнянним з аналогічно ізольованим сегментом на Кілауеа.
Хоча вулканічні виверження на Гаваях рідко призводять до жертв (єдина пряма історична смерть через вулканічну активність на острові сталася на Кілауеа в 1924 р., коли незвично вибухове виверження кинуло скелі на оглядача), майнові збитки внаслідок затоплення лави є загальним і дорогим явищем. Гавайські виверження, як правило, призводять до надзвичайно повільних потоків, які просуваються в кроковому темпі, представляючи невелику небезпеку для життя людини, але не виключно; Виверження Мауна-Лоа 1950 року викинуло стільки лави за три тижні, скільки поточне виверження Кілауеа виробляє за три роки, і лава досягла моря протягом чотирьох годин від початку, поглинувши село Хоокена Маука та головну автодорогу на шляху до нього. Попереднє виверження в 1926 р. поглинуло село Хоопулоа Макаї, а Хіло, частково побудоване на лавах виверження 1880-81 років, перебуває під загрозою майбутніх вивержень. Виверження 1984 року майже досягло міста, але зупинилося невдовзі після того, як потік було перенаправлено вище за течією.
Потенційно більша небезпека на Мауна-Лоа — це раптовий, масивний обвал флангів вулкана, як той, який завдав удару по західному флангу вулкана між 100 000 і 200 000 років тому і сформував сучасну затоку Кеалакекуа. Глибокі лінії розломів є загальною рисою на гавайських вулканах, дозволяючи великим частинам їхніх флангів поступово сповзати вниз і утворюючи структури, такі як обвал Хіліна чи стародавні Нінольські пагорби; великі землетруси можуть спричинити швидкий обвал флангів по цих лініях, створюючи масивні зсуви і, можливо, спричинивши велике цунамі. Підводні дослідження виявили численні зсуви вздовж Гавайського ланцюга та свідчать про дві події гігантських цунамі: 200 000 років тому Молокаї пережив 75-метрове цунамі, а 100 000 років тому мегацунамі висотою 325 метрів високо вразив Ланаї. Найновіший приклад ризиків, пов'язаних із спадами, стався в 1975 році, коли обвал Хіліна раптово сповз вниз на кілька метрів, спричинивши землетрус 7,2 M 14-метрове цунамі, яке вбило двох туристів у Халапі.

### Моніторинг
Створена на Кілауеа 1912 року, Гавайська обсерваторія вулканів (HVO), нині філія Геологічної служби США, є первинною організацією, пов'язаною з моніторингом, дотриманням та вивченням гавайських вулканів. Томас А. Яггар, засновник обсерваторії, спробував здійснити експедицію на вершину Мауна-Лоа для спостереження за її виверженням 1914 р., але не зміг через важке сходження (див. Підйоми). Після звернення за допомогою до Лоріна А. Терстона, у 1915 році він зміг переконати армію США побудувати «простий шлях до вершини» для громадського та наукового використання, проект, завершений у грудні того ж року; Обсерваторія присутня на вулкані з тих пір.
Виверження на Мауна-Лоа майже завжди передують і супроводжуються тривалими епізодами сейсмічної активності, моніторинг яких був головним і часто єдиним попереджувальним механізмом в минулому і який залишається життєздатним і сьогодні. Сейсмічні станції підтримуються на острові Гаваї з моменту створення Обсерваторії, але вони були зосереджені в основному на Кілауеа, а покриття Мауна-Лоа покращувалося повільно протягом 20 століття. Після винаходу сучасного обладнання для моніторингу, основа сучасної системи моніторингу була встановлена на вулкані в 1970-х роках. Виверження Мауна-Лоа в липні 1975 року було попереджено більш ніж за рік сейсмічними заворушеннями, і з кінця 1974 року Обсерваторія давала попередження для широкої громадськості; виверженню 1984 р. аналогічно передувало цілих три роки незвично високої сейсмічної активності. Вулканологи прогнозували виверження протягом двох років у 1983 році.
Сучасна система моніторингу на Мауна-Лоа складається не лише з локально-сейсмічної мережі, але й з великої кількості GPS- станцій, вимірювачів нахилів та тензометрів, які були закріплені на вулкані для моніторингу деформації землі через набухання в підземній магматичній камері Мауна-Лоа, що дає більш повну картина подій, що протікають перед виверженням. Мережа GPS — це найбільш довговічна і широкомасштабна з трьох систем, тоді як нахильні вимірювачі забезпечують найчутливіші прогнозні дані, але схильні до помилкових результатів, не пов'язаних з фактичною деформацією ґрунту; тим не менше, лінія огляду через кальдеру вимірювала збільшення його ширини на 76 мм за рік, що передував виверженню 1975 року, і аналогічне збільшення перед виверженням в 1984 році. Тензометри, навпаки, відносно рідкісні. Обсерваторія також підтримує два детектори газу в Мокуавеовео, кальдері на вершині Мауна-Лоа, а також загальнодоступну вебкамеру в прямому ефірі [Архівовано 10 жовтня 2019 у Wayback Machine.] та епізодичні скринінги за допомогою інтерферометричних радарних зображень з синтетичною діафрагмою.

## Історія людини на вулкані

### Гавайці до контактів з європейцями
Перші древні гавайці, що прибули на острів Гаваї, жили вздовж берегів, де було багато їжі та води. Нелетючі птахи, які раніше не знали хижаків, стали основним джерелом їжі. Ранні поселення мали великий вплив на місцеву екосистему і спричинили багато вимирань, особливо серед видів птахів, а також завезли чужорідні рослини та тварини та підвищили рівень ерозії. Переважаюча екосистема низинних лісів перетворилася з лісової на лукову; деякі з цих змін були спричинені застосуванням вогню, але, мабуть, основною причиною стало ввезення полінезійського щура.
Стародавня гавайська релігійна практика стверджує, що п'ять вулканічних вершин острова є священними, і розглядає Мауна-Лоа, найбільшу з них усіх, з великим захопленням; але та міфологія, що збереглася сьогодні, складається, головним чином, з усних доповідей 18 століття, вперше записаних у 19 ст. Більшість цих історій сходяться на думці, що гавайська богиня вулканів Пеле мешкає в кратері Халемаумау на Кілауеа; однак дехто розміщує її домівку у кальдері Мокуавеовео на вершині Мауна-Лоа, і міфи в цілому асоціюють її з усією вулканічною активністю на острові. Тим не менш, через відсутність у Кілауеа географічного контуру та міцний вулканічний зв'язок з Мауна-Лоа стародавні гавайці вважали його гілкою Мауна-Лоа, що означає, що багато міфів, пов'язаних з Кілауеа, спочатку були спрямовані і на власне Мауна-Лоа. :154–155
Стародавні гавайці побудували розгалужену систему стежок на острові Гаваї, сьогодні відому як Національний історичний маршрут Ала Кахакай. Мережа складалася з коротких стежок, що обслуговували місцеві райони уздовж головних доріг, та більш розгалужених мереж всередині і навколо сільськогосподарських центрів. Розташування стежок було практичним, з'єднуючи житлові райони з фермами, а порти та регіони з ресурсами, в яких кілька високогірних ділянок були зарезервовані для збору рослин, а більшість ліній були позначені досить добре, щоб залишатись видимими довгий час після регулярного використання. Одна з таких стежок, стежка Айнапо, піднімалась із села Капапала на висоту понад 3 400 метрів за 56 км і закінчувалася у кальдері Мокуавеоввео на вершині Мауна-Лоа. Незважаючи на те, що мандрівка була важкою і потребувала декількох днів і багато носильників, стародавні гавайці, швидше за все, здійснювали подорож під час вивержень, щоб залишити жертви та молитви на честь Пеле, так само як і в Халемаумау на сусідній Кілауеа, більш активній і легкодоступній кальдері. Кілька таборів, створених по дорозі, постачали воду та їжу для мандрівників.

### Спроби підкорень вершини європейцями
Третя подорож Джеймса Кука першою висадилась на острові Гаваї в 1778 році, і після пригод уздовж північноамериканського узбережжя Кук повернувся на острів у 1779 році. Під час свого другого візиту Джон Ледярд, капрал Королівських морських піхотинців на борту HMS Resolution, запропонував і отримав схвалення для експедиції на вершину Мауна-Лоа, щоб дізнатися «про ту частину острова, зокрема вершину, верхівка якої, як правило, покрита снігом, і викликала велику цікавість». Використовуючи компас, Ледярд та невелика група моряків та місцевих помічників намагалися зробити прокласти прямий курс на вершину. Однак на другий день подорожі маршрут став крутішим, більш грубим і перекритим «непрохідними заростями», і група була змушена відмовитися від спроби і повернутися до затоки Кеалакекуа, вважаючи, що вони «проникли на 24 милі, і ми гадаємо [були ] в межах 11 миль від піку»; насправді Мокуавеовео лежить лише в 32 км (20 милях) на схід від бухти, тобто Ледярд сильно переоцінив відстань. Ще один з людей Кука, лейтенант Джеймс Кінг, оцінив висоту вулкану як мінімум 5 600 м.н.м. на основі його снігової лінії.

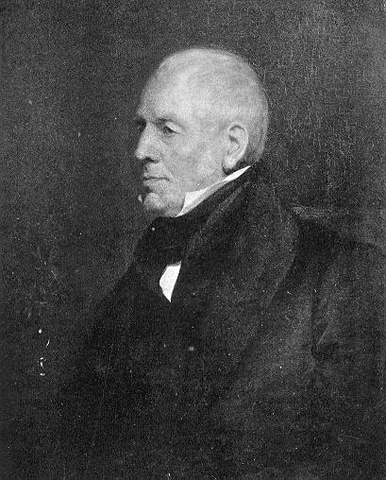
Шотландський ботанік і натураліст Арчибальд Мензис був першим європейцем, який дійшов до вершини Мауна-Лоа, з його третьої спроби.

Наступною спробою досягти вершини Мауна-Лоа була експедиція, яку очолив Арчибальд Мензис, ботанік і натураліст Ванкуверської експедиції 1793 року. У лютому того ж року Мензис, два моряка з кораблів та невелика група місцевих гавайських прислужників спробували прокласти прямий маршрут на вершину з затоки Кеалакекуа і пройшли 26 км вглиб острова (за їх завищеними оцінками) до того, як їх відвернула непрохідність лісу. Під час другого візиту експедиції на острів у січні наступного року Мензис був призначений відповідальним для вивчення внутрішньої частини острова, а після обходу флангів Гуалалаї він та його експедиція прибули на високе плато, що розділяє два вулкани. Мензис вирішив здійснити другу спробу (незважаючи на заперечення місцевого вождя, який супроводжував його), але знову його прогрес був зупинений неприступними заростями.
Мензис здійснив третю спробу піднятись на вершину Мауна-Лоа в лютому 1794 року. Цього разу ботанік порадився з королем Камегамега I і дізнався, що він може пройти каное на південь і слідувати по стежці Айнапо, про існування якої він раніше не знав. Мензис, лейтенант Джозеф Бейкер та мічман Джордж Маккензі з «Діскавері» та слуга (швидше за все, Джонатан Евінс, котрий вказаний у судновому складі як «лейтенант ботаніка»), досягли вершини, висоту якої Мензис оцінив як 4 156 м.н.м. за допомогою барометра (узгоджується з сучасною величиною 4 169 м.н.м.). Він був здивований, коли виявив сильний сніг та ранкові температури -3 °C, і він не зміг порівняти висоти Мауна-Лоа та Кеа, але правильно вважав, що остання є вищою, виходячи з її більшої сніжної шапки. Підкорення вершини Мауна-Лоа було повторено лише через сорок років.
Гавайські острови були місцем палкої місіонерської роботи, перша група місіонерів прибула до Гонолулу в 1820 році, а друга в 1823 році. Деякі з цих місіонерів виїхали на острів Гаваї та провели десять тижнів, подорожуючи навколо нього, проповідуючи в місцевих селах та піднявшись на Кілауеа, з якого один з місіонерів, Вільям Елліс, за допомогою телескопа спостерігав за Мауна Лоа, і встановив, що вона і Кеа мають висоту «ймовірно від 15000 до 16000 футів над рівнем моря»; проте вони не намагалися піднятися на сам вулкан. Іноді повідомляється, що місіонер Джозеф Гудрих досяг вершини десь у той час, але він ніколи цього не стверджував, хоча він робив піднявся на вершину Мауна Кеа і описував Мокуавеовео за допомогою іншого телескопа.
Наступне успішне сходження відбулось 29 січня 1834 р., через 40 років, коли шотландський ботанік Девід Дуглас дійшов до кальдери на вершині по стежці Айнапо. Коли Дуглас дійшов до вершини, середовище завдало йому величезного стресу, але він заночував на вершині для того, щоб зробити заміри пропорцій кальдери та барометричні дані на її висоті; зараз відомо, що ці заміри були надзвичайно неточними. Дуглас зібрав біологічні зразки по дорозі вгору та вниз, та після важкого спуску почав розбирати свої зразки; він планував повернутися до Англії, але через декілька місяців його тіло було загадково знайдене розчавлене в ямі під мертвим диким кабаном.
Ісідор Льовенштерн успішно підкорив Мауна-Лоа у лютому 1839 року, що стало лише третім успішним сходженням за 60 років.

### Експедиція Вілкса
Американська дослідна експедиція, яку очолив лейтенант Чарлз Вілкс, отримала завдання провести широке обстеження Тихого океану, починаючи з 1838 року. У вересні 1840 р. вони прибули до Гонолулу, де ремонт суден зайняв більше часу, ніж очікувалося. Вілкс вирішив провести зиму на Гаваях і скористись можливістю дослідити їх вулкани, чекаючи кращої погоди для продовження експедиції. Король Камеамеа III призначив американського медичного місіонера доктора Герріта П. Джудда в експедицію перекладачем.
Вілкс відплив до Хіло на острові Гаваї і вирішив спершу піднятися на Мауна-Лоа, оскільки це виглядало легше, ніж Мауна-Кеа. 14 грудня він найняв близько 200 носіїв, але після виходу він зрозумів, що взяли лише близько половини обладнання, тому йому довелося наймати більше гавайців за більш високу оплату. Коли через два дні вони дійшли до Кілауеа, їх провідник Пухано вирушив до встановленої стежки Айнапо. Вілкс не хотів рухатися вниз з гори, тому він пробив собі шлях через густий ліс, спрямований компасом. Гавайці були ображені руйнуванням священних дерев, що не допомогло моралі експедиції. Приблизно на висоті 1 800 м.н.м. підняття вони встановили табір під назвою «Недільний» на краю лісу.
Два провідники приєдналися до них у Недільному таборі: Кеавіху, «ловець птахів», та ще один, чиє гавайське ім'я не записано. Хоча Вілкс вважав, що він вже був майже на вершині, провідники знали, що він лише на половині шляху вгору. Оскільки в Недільному таборі води не було, носіїв послали вниз по стежці на 16 км до лавового тунелю на стежці Айнапо, де вона була. Після цілого дня відновлення запасів, експедиція вирушила до другого табору, який вони назвали «Вербувальним», на висоті бл. 9 000 футів (2 700 м). Після повного дня похожу, вони встановили «Прапорний табір» 22 грудня, який знову був на стежці Айнапо. Більшість носіїв були послані вниз за наступною порцією спорядження.
На Прапорному таборі Вілкс та його вісім чоловік, що залишилися, спорудили кругову стіну з лавових скель і накрили укриття полотняним наметом. Була снігова буря, і декілька людей страждали від висотної хвороби. Тієї ночі (23 грудня) сніг на полотняному даху спричинив його обвал. Вдень дехто із групи спустився по стежці, щоб отримати дрова та обладнання, кинуте на стежці напередодні. Після чергового денного підйому, дев'ять чоловіків дійшли до краю Мокуавеовео. Вони не могли знайти шлях вниз по крутим стінам, тому вибрали гладке місце на краю для табору, в точці з координатами 19°27′59″ пн. ш. 155°34′54″ зх. д. / 19.46639° пн. ш. 155.58167° зх. д.. Їх намет був розбитий в межах 18 м від краю кратера, укріплений лавовими блоками.
Наступного ранку вони не змогли запалити вогонь, використовуючи тертя, через розріджене повітря на цій висоті, і відправили за сірниками. На той момент військово-морські офіцери та гавайці не змогли домовитись про умови продовження найму носіїв, тому моряки та морські піхотинці були замовлені з кораблів. Доктор Джуд рухався між вершиною та Вербувальним табором, щоб лікувати багатьох, хто страждав від висотної хвороби або зносив черевики на грубій скелі. День Різдва провели, будуючи скельні стіни навколо табору, щоб забезпечити певний захист від сильних вітрів та снігу. Знадобився ще тиждень, щоб винести все обладнання до вершини, включаючи маятник, призначений для вимірювання незначних змін сили тяжіння.

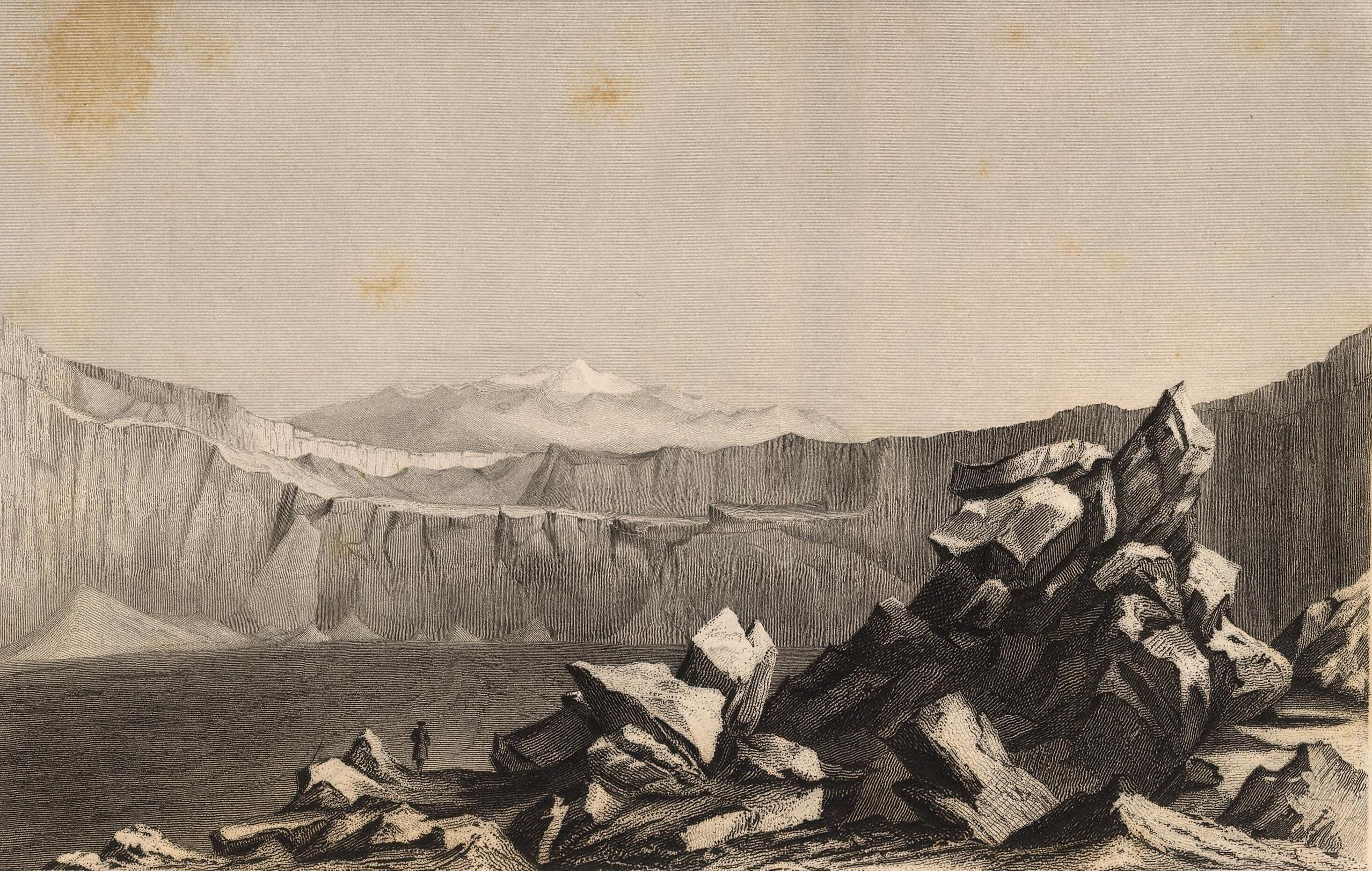
Ескіз Мокуʻавеовео з журналу Вілкса

31 грудня 1840 року був зібраний збірний маятниковий будинок. Сокири та долота вирівняли поверхню гірської породи для основи маятника. Ще три дні знадобилося, щоб налаштувати годинник до стану, де могли початися експерименти. Однак сильний вітер видавав так багато шуму, що звук годиннику часто не можна було почути, і змінював температуру, що робило вимірювання неточними. Щоб отримати точні вимірювання, довелося принести траву з найнижчих висот для ізоляції.
11 січня Вілкс здійснив обхід кратера на вершині. Використовуючи оптичний метод, він оцінив, що Мауна-Кеа є на 59 метрів вищою, а сучасні виміри дають різницю у висоті 38 метрів. 13 січня 1841 року він доручив вирізати у скелі біля табору напис «Pendulum Peak, January 1841 U.S. Ex, Ex.». Палатки були розібрані і гавайські носії знесли обладнання вниз протягом наступних трьох днів, а Вілкс насолоджувався гавайським масажем ломіломі. Він продовжив виміри на нижчих висотах та полишив острів 5 березня. Незважаючи на всі зусилля, він не отримав значних результатів, віднісши різницю в гравітації на «припливи».
Руїни табору експедиції Вілкса — єдине відоме фізичне свідчення в Тихому океані Американської дослідної експедиції. Місце табору було занесено до Національного реєстру історичних місць США 24 липня 1974 року як ділянка 74000295, і є історичним місцем штату 10-52-5507.

### Сьогодні
Прихисток на вершині був побудований з використанням цементу та частини каміння з табору Вілкса 1934 року. У 1916 році Мокуавеовео був включений до Національного парку «Гавайські вулкани», і нова стежка була побудована безпосередньо з штаб-квартири парку на Кілауеа; це ще більш прямий шлях, ніж той, який обрав Вілкс. Ця стежка, яка підходить на вершину зі сходу через Червоний пагорб, стала більш використовуваним маршрутом через простіший доступ та менш різкий підйом. Історична стежка Айнапо була занедбана і відновлена лише у 1990-х роках. Третій сучасний маршрут до вершини прокладений від Сідлової дороги до обсерваторії Мауна-Лоа, розташованої на висоті 3 394 м.н.м. в декількох милях на північ від Мокуавеовео і маршруту Північної Ями.

## Клімат
Пасати дмуть зі сходу на захід через Гавайські острови і Мауна-Лоа сильно впливає на місцевий клімат. На низьких висотах східна (навітряна) сторона вулкана отримує сильний дощ; місто Хіло є наймокрішим у Сполучених Штатах. Опади підтримують обширні ліси. Західна (підвітряна) сторона має набагато більш сухий клімат. На більш високих висотах кількість опадів зменшується, і небо дуже часто ясне. Дуже низькі температури означають, що опади часто трапляються у вигляді снігу, а вершина Мауна-Лоа описується як перигляціальна зона, де замерзання та відтавання відіграють значну роль у формуванні ландшафту.
Мауна-Лоа має тропічний клімат з теплими температурами на нижчих висотах і прохолодними до холодних на висоті протягом цілого року. Нижче наведена таблиця для обсерваторії на схилах, яка знаходиться на 3 000 м.н.м. в альпійському поясі. Найвища зареєстрована температура — 29 °C, а найнижча — -8 °C 18 лютого 2003 та 20 лютого 1962 р. відповідно.
| Клімат Обсерваторії на схилі Мауна-Лоа (1961–1990) | Клімат Обсерваторії на схилі Мауна-Лоа (1961–1990) | Клімат Обсерваторії на схилі Мауна-Лоа (1961–1990) | Клімат Обсерваторії на схилі Мауна-Лоа (1961–1990) | Клімат Обсерваторії на схилі Мауна-Лоа (1961–1990) | Клімат Обсерваторії на схилі Мауна-Лоа (1961–1990) | Клімат Обсерваторії на схилі Мауна-Лоа (1961–1990) | Клімат Обсерваторії на схилі Мауна-Лоа (1961–1990) | Клімат Обсерваторії на схилі Мауна-Лоа (1961–1990) | Клімат Обсерваторії на схилі Мауна-Лоа (1961–1990) | Клімат Обсерваторії на схилі Мауна-Лоа (1961–1990) | Клімат Обсерваторії на схилі Мауна-Лоа (1961–1990) | Клімат Обсерваторії на схилі Мауна-Лоа (1961–1990) | Клімат Обсерваторії на схилі Мауна-Лоа (1961–1990) |
| Показник                                           | Січ.                                               | Лют.                                               | Бер.                                               | Квіт.                                              | Трав.                                              | Черв.                                              | Лип.                                               | Серп.                                              | Вер.                                               | Жовт.                                              | Лист.                                              | Груд.                                              | Рік                                                |
| Абсолютний максимум, °C                            | 19                                                 | 29                                                 | 18                                                 | 19                                                 | 20                                                 | 22                                                 | 21                                                 | 20                                                 | 19                                                 | 19                                                 | 18                                                 | 19                                                 | 29                                                 |
| Середній максимум, °C                              | 9,9                                                | 9,8                                                | 10,1                                               | 11,0                                               | 12,2                                               | 14,0                                               | 13,6                                               | 13,5                                               | 13,2                                               | 12,6                                               | 11,4                                               | 10,3                                               | 11,8                                               |
| Середній мінімум, °C                               | 0,7                                                | 0,5                                                | 0,7                                                | 1,4                                                | 2,6                                                | 4,1                                                | 3,8                                                | 3,8                                                | 3,6                                                | 3,2                                                | 2,3                                                | 1,3                                                | 2,3                                                |
| Абсолютний мінімум, °C                             | −7                                                 | −8                                                 | −7                                                 | −4                                                 | −3                                                 | −2                                                 | −3                                                 | −2                                                 | −2                                                 | −3                                                 | −4                                                 | −6                                                 | −8                                                 |
| Норма опадів, мм                                   | 58                                                 | 38                                                 | 43                                                 | 33                                                 | 25                                                 | 13                                                 | 28                                                 | 38                                                 | 33                                                 | 28                                                 | 43                                                 | 51                                                 | 431                                                |
| Днів з опадами                                     | 4                                                  | 5                                                  | 6                                                  | 5                                                  | 4                                                  | 3                                                  | 4                                                  | 5                                                  | 5                                                  | 5                                                  | 5                                                  | 4                                                  | 55                                                 |
| -------------------------------------------------- | -------------------------------------------------- | -------------------------------------------------- | -------------------------------------------------- | -------------------------------------------------- | -------------------------------------------------- | -------------------------------------------------- | -------------------------------------------------- | -------------------------------------------------- | -------------------------------------------------- | -------------------------------------------------- | -------------------------------------------------- | -------------------------------------------------- | -------------------------------------------------- |
| Джерело: NOAA                                      |                                                    |                                                    |                                                    |                                                    |                                                    |                                                    |                                                    |                                                    |                                                    |                                                    |                                                    |                                                    |                                                    |

## Туризм
Мауна-Лоа є значною туристичною атракцією в межах Національного парку «Гавайські вулкани». Відвідувачі можуть оглянути вулкан з повітря, замовивши вертолітні тури, що вилітають з Хіло.

### Пішохідний туризм
Сходження на Мауна-Лоа є складним випробуванням через велику висоту, суворі погодні умови та важкопрохідну місцевість, що складається з застиглої лави. Існує кілька маршрутів на вершину:
- Стежка Мауна-Лоа (Mauna Loa Trail) є найдовшим і найпопулярнішим маршрутом, що починається з дороги Мауна-Лоа на висоті 2035 м. Похід туди й назад займає близько 4 днів і становить 66,3 км[87]. На маршруті є два притулки для ночівлі: Red Hill (Puʻu ʻUlaʻula) на висоті 3048 м (12,1 км від початку) та Mauna Loa Cabin на краю кальдери на висоті 4039 м[88][89]. Для ночівлі в цих притулках потрібен дозвіл від Служби національних парків[90].

- Стежка Обсерваторії (Observatory Trail) є найкоротшим (10,6 км в один бік) і найкрутішим маршрутом. Він починається біля Обсерваторії Мауна-Лоа, куди можна дістатися по дорозі з Saddle Road[91]. Цей маршрут не потребує дозволу для денного походу, але є дуже виснажливим через швидкий набір висоти[92].

Для безпечного сходження необхідна попередня акліматизація до висоти, великий запас води (рекомендовано 4 літри на особу на день), теплий одяг для захисту від мінливої погоди та міцне взуття для пересування по гострій лаві аа.

### Велосипедний туризм
Мауна-Лоа пропонує унікальні можливості для шосейного велоспорту. Дорога до Обсерваторії Мауна-Лоа вважається найдовшим безперервним підйомом у світі, який можна подолати на велосипеді: близько 100 км з набором висоти понад 3350 метрів. Маршрут проходить через різноманітні лавові поля, створюючи «місячні» пейзажі. Дорога вузька, з односмуговим рухом, тому велосипедистам слід бути вкрай обережними. На маршруті відсутні джерела води чи їжі, а погодні умови можуть швидко змінюватися. Інший популярний, але легший маршрут — Mauna Loa Strip Road в межах національного парку, що веде до оглядового майданчика на висоті 2035 м.

### Безпека та доступ
Мауна-Лоа є активним вулканом, і його виверження становлять небезпеку. Перед відвідуванням необхідно перевіряти поточний статус вулкана та сповіщення від Геологічної служби США та адміністрації парку. Основні небезпеки включають швидкі потоки лави та вулканічний смог (вог).
Через велику висоту існує ризик розвитку висотної хвороби. Служба національних парків не рекомендує здійснювати сходження вагітним жінкам, дітям до 16 років та людям із серцево-судинними чи легеневими захворюваннями без консультації з лікарем. Загальні поради з безпеки включають використання сонцезахисного крему, наявність достатньої кількості води, пересування лише маркованими стежками та уникнення нестійких лавових утворень і тріщин.

## Обсерваторії

Атмосферні концентрації CO², виміряні в обсерваторії Мауна-Лоа.

Розташування Мауна-Лоа зробило її важливим місцем для моніторингу атмосфери Global Atmosphere Watch та іншими науковими спостереженнями. Сонячна обсерваторія Мауна-Лоа (MLSO), розташована на висоті 3 400 м.н.м. на північному схилі гори, вже давно є важливою в спостереженнях за Сонцем. Обсерваторія Мауна Лоа NOAA (MLO) розташована поруч. Зі свого розташування набагато вище місцевих людських впливів, MLO контролює глобальну атмосферу, включаючи діоксид вуглецю (парниковий газ). Вимірювання коригуються на місцеву викиди СО² від вулкана.
«Масив Юан-Це Лі для анізотропії мікрохвильового фонового випромінювання» (AMiBA) розташований на висоті 3 400 м.н.м. Він був створений в жовтні 2006 року Інститутом астрономії та астрофізики Academia Sinica (ASIAA) для дослідження космічного мікрохвильового фонового випромінювання.